# Slávia UPJŠ Koszyce (szachy)
Slávia UPJŠ Koszyce – słowacki klub szachowy z siedzibą w Koszycach, dwukrotny mistrz kraju.

## Historia
Szachowa sekcja Slávii UPJŠ powstała w kwietniu 1972 roku i początkowo liczyła piętnastu członków – studentów Uniwersytetu Pavla Jozefa Šafárika. W 1980 roku zespół awansował do Slovenskiej národnej ligi. Po rozpadzie Czechosłowacji klub uczestniczył od sezonu 1993/1994 w słowackiej Extralidze, w swoim inauguracyjnym sezonie zajmując piąte miejsce, podobnie w sezonie 1994/1995. W 1998 roku zespół spadł z Extraligi. W 2001 roku klub powrócił do najwyższej słowackiej klasy rozgrywkowej. W 2003 roku Slávia ponownie spadła z Extraligi, powróciła do niej w sezonie 2004/2005 i ponownie spadła w następnym sezonie. W 2007 roku klub przejął Hydinę Koszyce i jej miejsce w Extralidze. W sezonie 2007/2008 Slávia UPJŠ zdobyła mistrzostwo Słowacji. W 2008 roku klub uczestniczył w rozgrywkach Pucharu Europy. Zespół wygrał wówczas mecze z Llamkosem Vushtrria, Le Cavalier Differdange i Tammer-Shakki, a przegrał spotkania z Clichy-Echecs 92, ŠD Ptuj, Barbican Chess Club i CS R. Fischer Chieti, zajmując w klasyfikacji końcowej 46. miejsce. W sezonie 2011/2012 zespół – występujący wówczas pod nazwą sponsora jako 7 Statočných – zdobył drugi tytuł mistrzowski. Od 2013 roku klub ponownie występował pod oryginalną nazwą. W sezonie 2015/2016 Slávia UPJŠ zajęła czwarte miejsce w Extralidze. W 2018 roku klub spadł z pierwszej ligi, powrócił do niej w kolejnym roku, uzyskując w sezonie 2019/2020 siódme miejsce. W 2022 roku zespół ponownie spadł z Extraligi.
Zawodnikami klubu byli m.in. Štefan Mačák, Dariusz Mikrut, Joanis Papaioanu, Christopher Repka, Eva Repková, Ladislav Salai, Jiří Štoček, Zuzana Štočková, Wołodymyr Wietoszko, Andrij Wowk i Jurij Wowk.